# Kaufhaus Uhlfelder

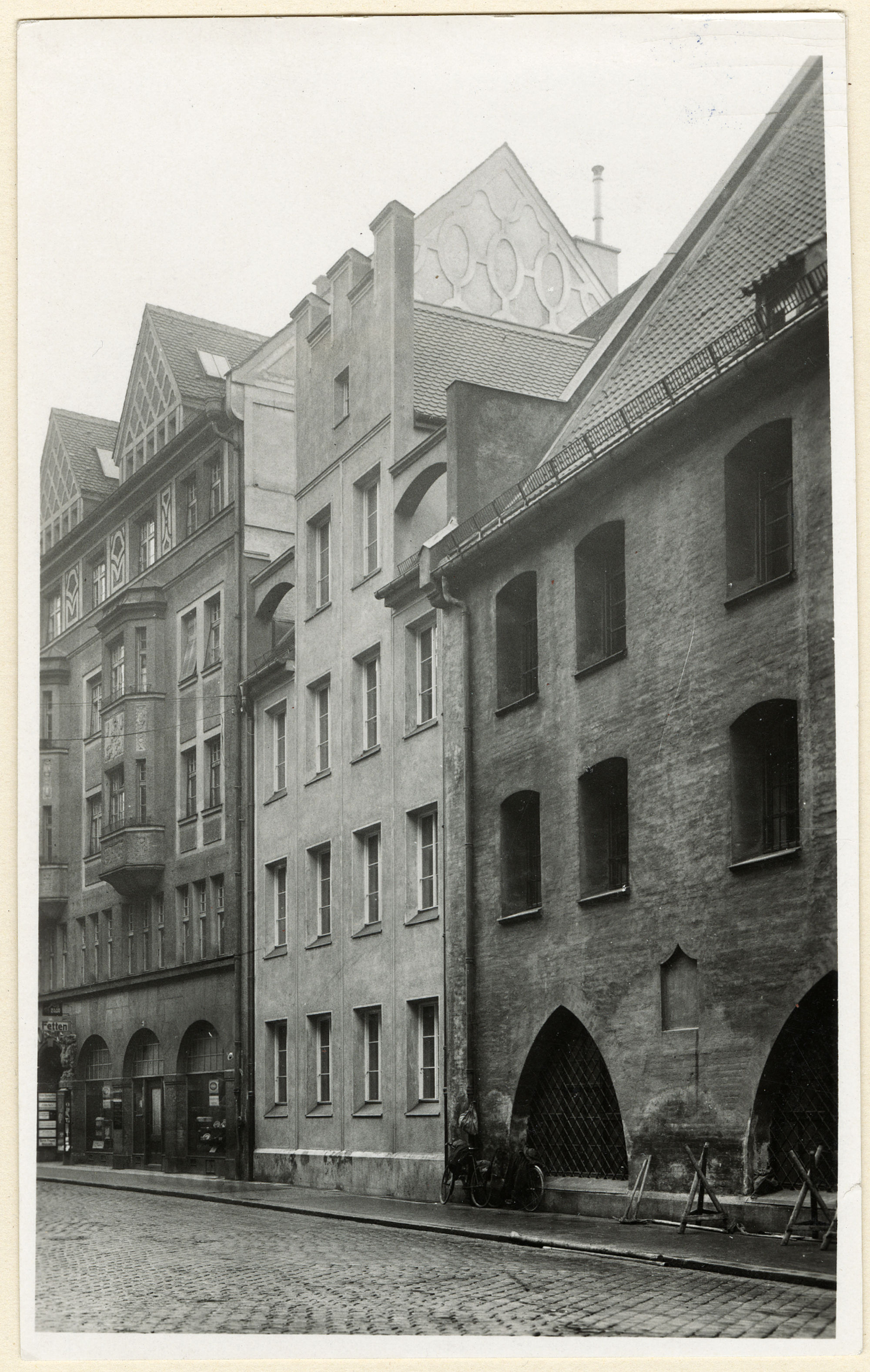
Der Oberanger mit dem Kaufhaus Uhlfelder (links) neben dem Grässeltrakt des Münchner Stadtmuseums und dem Zeughaus, 1927

Das Kaufhaus Uhlfelder (Firmenbezeichnung Kaufhaus Heinrich Uhlfelder GmbH) war ein Warenhaus in der Altstadt von München.

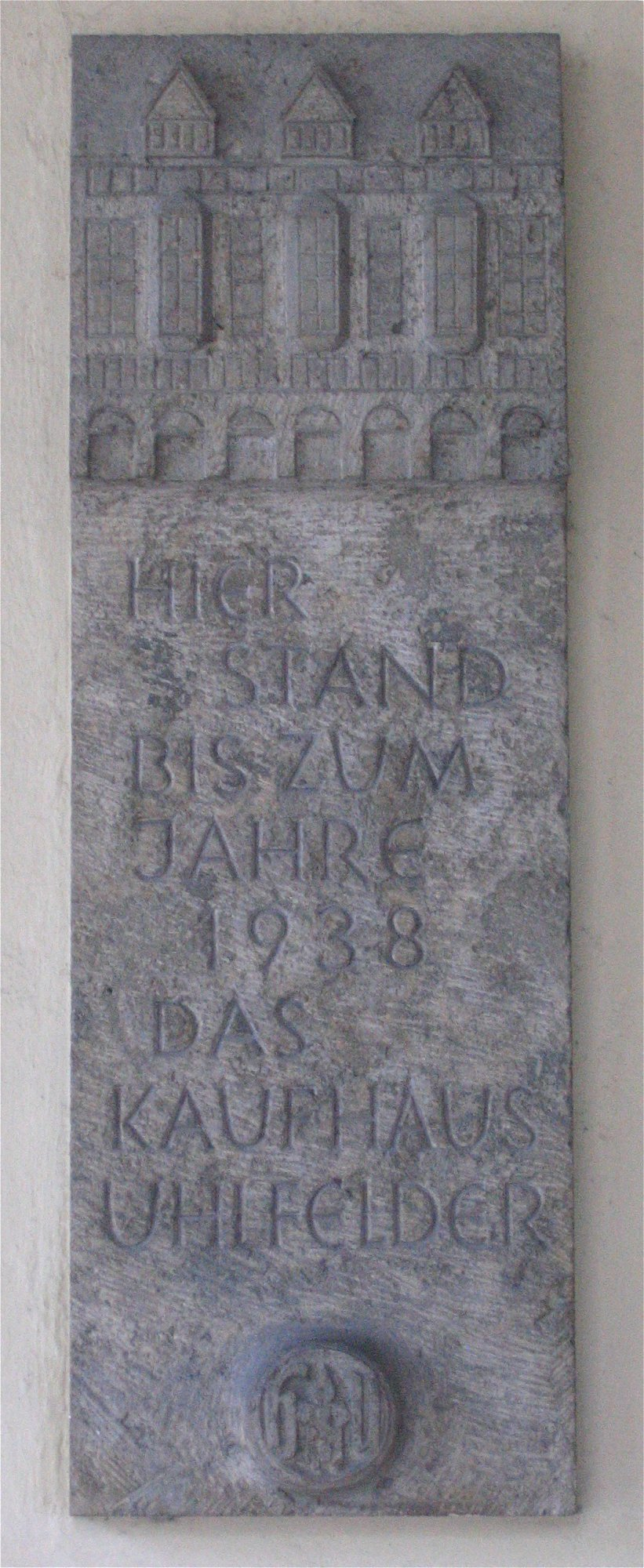
Gedenktafel zur Erinnerung an das Kaufhaus Uhlfelder

Das Haus wurde 1878 vom jüdischen Kaufmann Heinrich Uhlfelder zunächst als Haushalts- und Galanteriewarengeschäft im Rosental gegründet. Mit seinem stark an der Zielgruppe unterer Einkommen ausgerichteten Sortiment war Uhlfelder so erfolgreich, dass er die Verkaufsfläche seines Geschäfts stetig vergrößern konnte. Um 1930 hatte es sich auf den gesamten zwischen Oberanger, Rosental und Nieserstraße gelegenen Häuserblock ausgedehnt. Auf 7000 m² Verkaufsfläche erfüllten 1000 Angestellte und Arbeiter die Wünsche der Kunden. Das Haus war damit nach dem Kaufhaus Tietz am Bahnhofplatz das zweitgrößte Warenhaus der Stadt. Als besondere Attraktion galten die sich über drei Stockwerke erstreckenden Rolltreppen, die dort 1931 erstmals überhaupt in einem Münchner Kaufhaus eingebaut wurden.

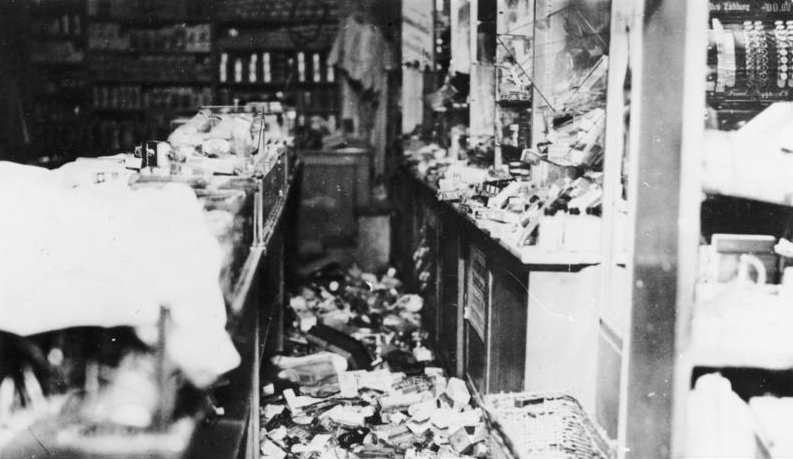
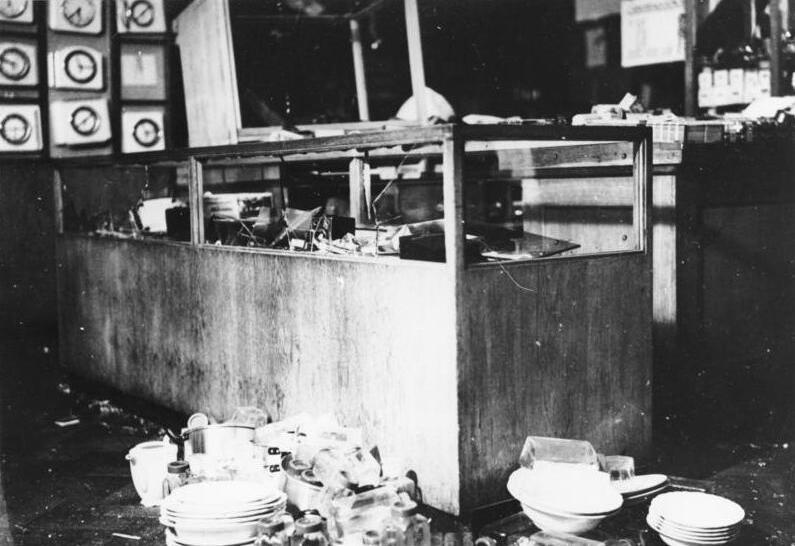
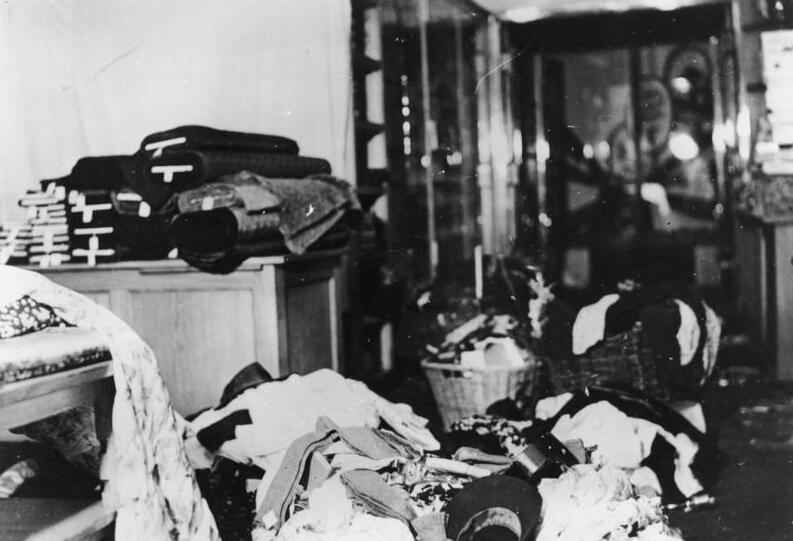
Zerstörungen nach den Novemberpogromen

Nach dem Tod des Unternehmensgründers im Jahr 1928 ging die Leitung des Geschäfts auf dessen Sohn Max über, der bereits zu Lebzeiten seines Vaters in die Führung eingebunden war. Mit der Machtergreifung der Nationalsozialisten im Januar 1933 begann der langsame Untergang des Kaufhauses. Max Uhlfelder wurde im März 1933 zusammen mit 280 anderen Juden in „Schutzhaft“ genommen. Als die SA für den 1. April 1933 zu einem landesweiten Boykott jüdischer Geschäfte aufgerufen hatte, marschierten vor dem Gebäude Demonstranten auf. In der Pogromnacht vom 9./10. November 1938 wurde das Kaufhaus geplündert und in Brand gesetzt. Eigentümer Max Uhlfelder und sein Sohn saßen zu diesem Zeitpunkt im KZ Dachau in Haft. Im Januar 1939 wurde deren Freilassung erwirkt und die Familie floh mit einem Visum nach Indien. Das gesamte Vermögen wurde eingezogen.
Die Vermögensverwertung München, die unter Gauleiter Adolf Wagner die Arisierung jüdischen Besitzes vorantrieb, betrieb über die Industrie- und Handelskammer und unterstützt von interessierten Einzelhändlern die Liquidation des Kaufhauses Uhlfelder. Mit der Unterstützung des Münchner Oberbürgermeisters Karl Fiehler wurde sie schließlich von Reichswirtschaftsminister Hermann Göring genehmigt. Das Warenlager des Hauses ging an verschiedene Einzelhändler, die Grundstücke wurden der Löwenbräu AG als Ersatz für den zwangsenteigneten Bürgerbräukeller übertragen. 1944 wurde das Gebäude bei den Luftangriffen auf die Stadt stark beschädigt.
Nach der Rückkehr Uhlfelders nach München im Jahr 1953 erkämpfte er sich in über 100 Wiedergutmachungsverfahren seinen Besitz zurück. 1954 verkaufte er alle Kaufhausgrundstücke mit Ausnahme des Anwesens Rosental 9, der Keimzelle der Firma seines Vaters, an die Stadt München. Heute befindet sich an dieser Stelle eine Erweiterung des Münchner Stadtmuseums. Neben einer Gedenktafel aus Stein erinnert heute auch eine blaue Leuchtschrift mit dem Namenszug Kaufhaus Uhlfelder in den dem Oberanger zugewandten Fenstern des Museumsgebäudes an die Vergangenheit.

## Verwandte Themen
In Ausübung seines Mandats für Max Uhlfelder wurde der Rechtsanwalt Michael Siegel 1933 von der SS misshandelt und mit einem Schild um den Hals durch die Straßen von München geführt. Zwei Fotos davon gingen durch die internationale Presse.